# Nyakabanda (periodiskt vattendrag i Burundi, Makamba)
Nyakabanda är ett periodiskt vattendrag i Burundi.   Det ligger i provinsen Makamba, i den södra delen av landet, 120 km sydost om huvudstaden Bujumbura.
I omgivningarna runt Nyakabanda växer huvudsakligen savannskog. Runt Nyakabanda är det ganska tätbefolkat, med 80 invånare per kvadratkilometer.